# NGC 2984
NGC 2984 је лентикуларна галаксија у сазвежђу Лав која се налази на NGC листи објеката дубоког неба.
Деклинација објекта је + 11° 3' 41" а ректасцензија 9h 43m 40,3s. Привидна величина (магнитуда) објекта NGC 2984 износи 13,4 а фотографска магнитуда 14,4. NGC 2984 је још познат и под ознакама IC 556, UGC 5200, MCG 2-25-25, CGCG 63-53, PGC 27838.